# L. Sprague de Camp
Lyon Sprague de Camp (IPA: [ˌspreɪɡ dəˈkæmp]) (New York, 27 novembre 1907 – Plano, 6 novembre 2000) è stato uno scrittore statunitense.
Nella sua carriera, durata oltre cinquant'anni, ha scritto libri di vario genere, soprattutto romanzi di fantascienza e fantasy, ma anche opere non di genere e saggistica, come biografie di autori fantasy.

## Biografia

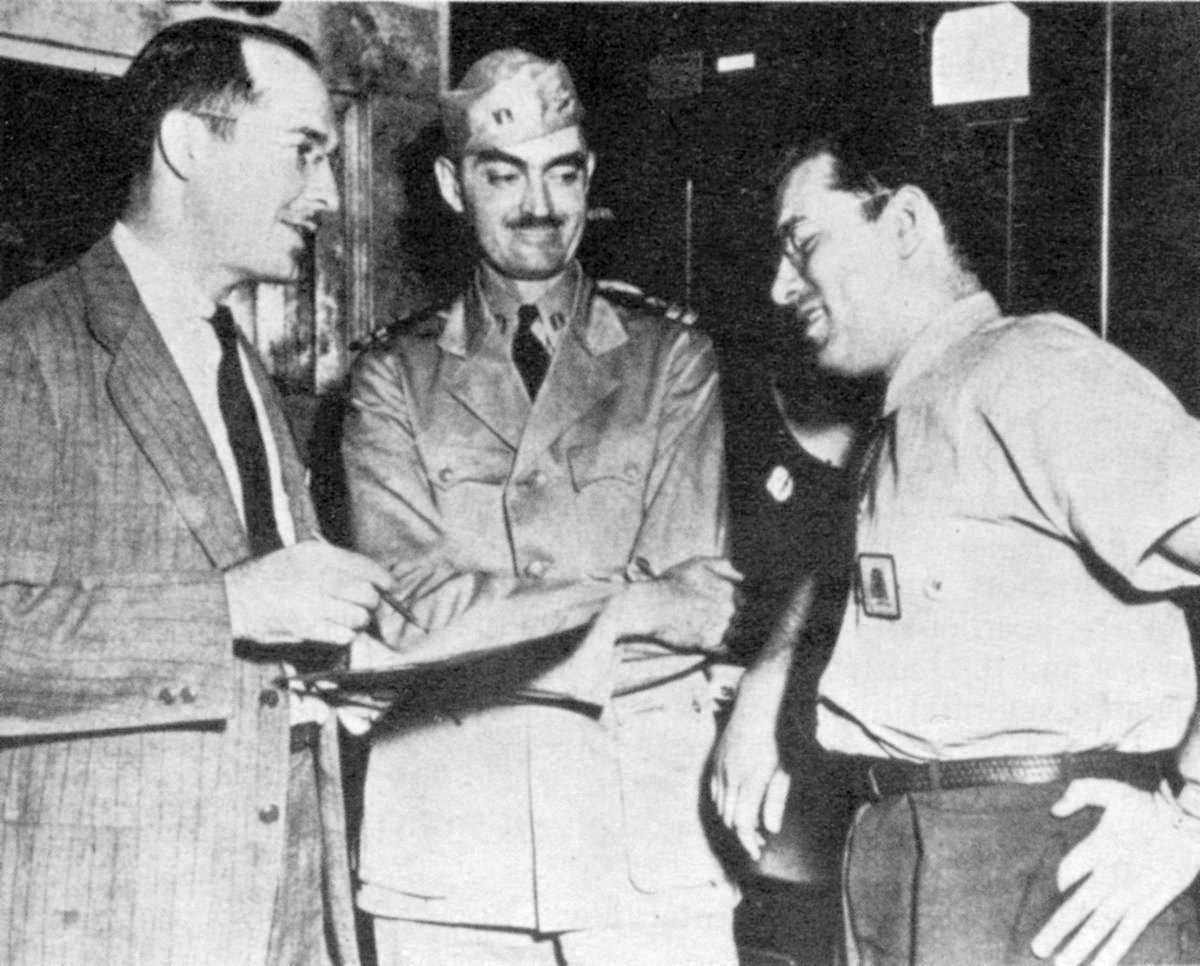
Robert A. Heinlein, L. Sprague de Camp e Isaac Asimov, Philadelphia Naval Shipyard, 1944.

De Camp nacque a New York. Dopo aver studiato come ingegnere aeronautico, si laureò al California Institute of Technology nel 1930 e conseguì un Master's degree (equivalente alla laurea magistrale italiana) in ingegneria allo Stevens Institute of Technology nel 1933. Durante la seconda guerra mondiale de Camp fu in servizio al Philadelphia Naval Shipyard con due altri autori di punta dell'Età d'oro della fantascienza, Isaac Asimov e Robert Heinlein. Raggiunse il grado di tenente di vascello nella Naval Reserve.
Fece parte del club letterario maschile noto come Trap Door Spiders, che più tardi fu di ispirazione per il Club dei Vedovi Neri, un gruppo di persone dedite a risolvere gialli e misteri, protagonista di svariati racconti di Isaac Asimov. Lo stesso de Camp fu d'ispirazione per il personaggio di Geoffrey Avalon. Fu anche membro del Swordsmen and Sorcerers' Guild of America (SAGA), un gruppo di scrittori fantasy fondato negli anni sessanta; alcune opere del gruppo furono poi raccolte nelle antologie Flashing Swords!, curate da Lin Carter. Il suo romanzo L'abisso del passato fu uno dei primi romanzi moderni di storia alternativa e concorse a definire il genere. Oltre a scrivere opere di fantascienza, de Camp fu anche biografo di Robert E. Howard e di H.P. Lovecraft.
Sposò Catherine Crook nel 1940. I de Camp si trasferirono a Plano, Texas nel 1989, dove de Camp morì il 6 novembre 2000, sette mesi dopo la morte della moglie, che gli era stata a fianco per oltre sessant'anni. Le loro ceneri si trovano al Cimitero nazionale di Arlington.

## Opere
Per ogni testo si indica la prima edizione nell'originale inglese e la prima traduzione in lingua italiana. Le serie di romanzi e racconti interconnessi sono elencate cronologicamente.

### Johnny Black
Quattro racconti mai riuniti in volume dedicato.
1. "The Command", in Astounding Science-Fiction di ottobre 1938.
2. "The Incorrigible", in Astounding Science-Fiction di gennaio 1939.
3. "The Emancipated", in Astounding Science-Fiction di marzo 1940.
4. "Potenziamento" ("The Exalted"), in Astounding Science-Fiction di novembre 1940. Trad. Roberta Rambelli nell'antologia Le grandi storie della fantascienza 2 (1940), a cura di Isaac Asimov e Martin H. Greenberg, SIAD Edizioni, 1980.

### L'Incantatore incompleto

#### Serie originale
De Camp creò questo ciclo in collaborazione con Fletcher Pratt e assieme i due composero cinque romanzi brevi apparsi su rivista, il terzo dei quali espanso a romanzo nella prima edizione in volume:
1. Apprendisti stregoni (The Roaring Trumpet), in Unknown Fantasy Fiction di maggio 1940. Trad. Graziano Ricci, I Romanzi del Cosmo 164, Ponzoni Editore, 1 febbraio 1965.
2. Ritorna Harold Shea (The Mathematics of Magic), in Unknown di agosto 1940. Trad. Graziano Ricci, I Romanzi del Cosmo 164, Ponzoni Editore, 15 febbraio 1965.
3. Il castello d'acciaio (The Castle of Iron), in Unknown Fantasy Fiction di aprile 1941, revisionato ed espanso per l'edizione in volume Gnome Press, 1950. Trad. Paolo Paoloni, Gli Esploratori dello Spazio. Fantascienza 4, Editrice Romana Periodici, 1 marzo 1962.
4. Il muro dei serpenti (The Wall of Serpents), in Fantasy Fiction di giugno 1953. Trad. Filippo Raffaelli, I Romanzi del Cosmo 168, Ponzoni Editore, 1 aprile 1965.
5. The Green Magician, in Beyond Fantasy Fiction di novembre 1954.

I quattro romanzi brevi sono anche apparsi combinati in due romanzi fix-up: il primo e il secondo episodio come The Incomplete Enchanter (Henry Holt, 1941), il quarto e il quinto come The Wall of Serpents (Avalon Books, 1960). Successive edizioni hanno riunito i primi tre episodi con il titolo di The Compleat Enchanter (Nelson Doubleday, 1975) e gli ultimi due come The Enchanter Compleated (Sphere Books, 1980). La prima edizione integrale in volume omnibus è stata The Intrepid Enchanter: The Complete Magical Misadventures of Harold Shea (Sphere Books, 1988).
I primi quattro episodi sono stati pubblicati in italiano congiuntamente entro l'omnibus Il castello d'acciaio, trad. Giusi Riverso, Fantacollana 11, Editrice Nord, 1975; in tale edizione i primi due romanzi brevi appaiono combinati con il titolo de L'incantatore incompleto. Il quinto episodio resta inedito.

#### Contributi di altri autori
Diversi decenni dopo la morte di Pratt, de Camp autorizzò altri scrittori coordinati da Christopher Stasheff a espandere la serie con sette nuovi racconti, che vennero sistematizzati nelle raccolte L'incantatore rinato (The Enchanter Reborn, Baen Books, 1992) e The Exotic Enchanter (Bean Books, 1995). Per l'occasione de Camp stesso compose a sua volta due ulteriori episodi, uno per ciascuna delle due antologie:
- "Sir Harold e il re degli gnomi" ("Sir Harold and the Gnome King"), nell'antologia World Fantasy Convention 1990: An H.P. Lovecraft Centenary Celebration, volume commemorativo della World Fantasy Convention 1990. Trad. Fabio Feminò ne L'incantatore rinato, Urania 1401, Arnoldo Mondadori Editore, 19 novembre 2000.
- "Sir Harold of Zodanga" in The Exotic Enchanter, a cura di Lyon Sprague de Camp e Christopher Stasheff, Bean Books, 1995.

Questi due nuovi racconti sono stati riuniti per la prima volta alla pentalogia originale nell'omnibus The Mathematics of Magic: The Enchanter Stories of de Camp and Pratt, NESFA Press, 2007.

### Probabilità Zero
Quattro racconti riuniti nella raccolta Scribblings, Boskone 9, NESFA Press, 1972.
1. "Some Curious Effects of Time Travel", in Astounding Science-Fiction di aprile 1942.
2. "The Anecdote of the Negative Wugug", in Astounding Science-Fiction di agosto 1942.
3. "The Anecdote of the Movable Ears", in Astounding Science-Fiction di febbraio 1943.
4. "The Lusts of Professor Adams", composto appositamente per Scribblings, Boskone 9, NESFA Press, 1972.

### Viagens Interplanetarias
La saga consiste di tredici romanzi e otto racconti, organizzati in base all'ambientazione in quattro sotto-serie; ciascuna sequenza è elencata in base alla cronologia interna fissata dall'autore.

#### Ciclo di Krishna
1. Il pianeta dei folli (The Queen of Zamba, anche Cosmic Manhunt o A Planet Called Krishna), serializzato in due puntate in Astounding Science Fiction di agosto e settembre 1949; prima edizione in volume nel tomo doppio Cosmic Manhunt / Ring Around the Sun, Ace Double D-61, Ace Books, 1961; revisionato per la ristampa Dale Books, 1977. Trad. Gian Luigi Gonano, Gamma 23 anno III, Edizioni dello Scorpione, 1967.
2. The Hand of Zei (o The Floating Continent), serializzato in quattro puntate in Astounding Science Fiction di ottobre, novembre e dicembre 1950 e gennaio 1951; espanso e ripubblicato diviso nei due tomi The Search for Zei e The Hand of Zei, Avalon Books, 1962-1963; la stesura espansa è riunita in tomo unico a partire dall'edizione Owlswick Press, 1982.
3. The Hostage of Zir, Berkley/Putnam, 1977.
4. The Virgin of Zesh, in Thrilling Wonder Stories febbraio 1953; prima edizione in volume nel tomo doppio The Virgin & The Wheels, Popular Library, 1976.
5. La torre di Zanid (The Tower Of Zanid), serializzato in quattro puntate in Science Fiction Stories di maggio, giugno, luglio e agosto 1958; prima edizione in volume Avalon Books, 1958. Trad. Vanna Lombardi, Galassia 6, Casa Editrice La Tribuna, 15 giugno-15 luglio 1961.
6. The Prisoner of Zhamanak, Phantasia Press, 1982.
7. The Bones of Zora, Phantasia Press, 1983. Collaborazione con Catherine Crook de Camp.
8. The Swords of Zinjaban, Baen Books, 1991. Collaborazione con Catherine Crook de Camp.

#### Ciclo di Kukulkan
Dilogia composta con Catherine Crook de Camp.
1. Le pietre di Nomuru (The Stones of Nomuru), Starblaze, 1988. Trad. Paola Andreaus, Urania 1198, Arnoldo Mondadori Editore, 7 Febbraio 1993.
2. The Venom Trees of Sunga, Del Rey / Ballantine, 1992.

#### Ciclo di Ormazd
- Le amazzoni di Avtinid (Rogue Queen), Doubleday, 1951. Trad, Vanna Lombardi, Galassia 1, Casa Editrice La Tribuna, gennaio 1961.

#### Ciclo dei Creatori di continenti
Una sequenza di due romanzi brevi e sei racconti sistematizzati da de Camp nell'antologia Creatori di continenti (The Continent Makers and Other Tales of the Viagens), Twayne Publishers, 1953; trad. Franco Giambalvo, I Libri di Robot 13, Armenia Editore, giugno 1979. 
1. "I denti dell'ispettore. 2054-2088 d.C." ("The Inspector's Teeth"), in Astounding Science Fiction di aprile 1950. Ambientato sulla Terra.
2. "Collezione estiva. 2104-2128 d.C." ("Summer Wear"), in Startling Stories di marzo 1950. Ambientato fra Terra e Osiris.
3. "Finiti. 2114-2140 d.C." ("Finished"), in Astounding Science Fiction di novembre 1949. Ambientato su Krishna.
4. "Il dio terrestre. 2117 d.C." ("The Galton Whistle"), composto appositamente per The Continent Makers and Other Tales of the Viagens, Twayne Publishers, 1953. Ambientato su Vishnu.
5. "Il complotto delle gallette. 2120 d.C." ("The Animalcracker Plot"), in Astounding Science Fiction di luglio 1949. Ambientato su Vishnu.
6. "Il blues del mandriano. 2135-2148 d.C." ("Git Along"), in Astounding Science Fiction di agosto 1950. Ambientato su Osiris.
7. Moto perpetuo. 2137 d. C. (Perpetual Motion), in Future Combined with Science Fiction Stories di settembre-ottobre 1950. Ambientato su Krishna.
8. I fabbricacontinenti. 2153 d.C. (The Continent Makers), in Thrilling Wonder Stories di aprile 1951. Ambientato sulla Terra.

#### Altri racconti
Afferiscono alla saga anche due racconti mai sistematizzati in un volume tematico:
- "The Colorful Character", in Thrilling Wonder Stories di dicembre 1949. Ambientato sulla Terra.
- "Getaway on Krishna" o "Calories", in 10 Story Fantasy primavera 1951. Ambientato sulla Terra.

### Tales from Gavagan's Bar
Serie creata con Fletcher Pratt, consisteva in origine di undici racconti pubblicati su rivista o in antologia fra l'inverno del 1950 e la primavera del 1953 e raccolti assieme a tredici testi inediti (di cui uno prefatorio) nell'antologia Tales from Gavagan's Bar, Twayne Publishers, 1953; la riedizione estesa Owlswick Press, 1978, aggiunge al volume sei ulteriori episodi (di cui uno inedito) composti fra l'estate del 1953 e la scomparsa di Pratt nel 1956 e un'appendice di de Camp realizzata ex novo, per un totale di trentuno testi. 
- "Preface", composto appositamente per Tales from Gavagan's Bar, Twayne Publishers, 1953.
- "Elephas Frumenti", nell'antologia The Best from Fantasy and Science Fiction, a cura di Anthony Boucher e J. Francis McComas, Little, Brown, 1950[3].
- "The Ancestral Amethyst", in The Magazine of Fantasy and Science Fiction agosto 1952.
- "Here, Putzi!", composto appositamente per Tales from Gavagan's Bar.
- "More Than Skin Deep", in The Magazine of Fantasy and Science Fiction ottobre 1951.
- "Beasts of Bourbon", in The Magazine of Fantasy and Science Fiction aprile 1951.
- "The Gift of God", nell'antologia The Best from Fantasy and Science Fiction, a cura di Anthony Boucher e J. Francis McComas, Little, Brown, 1950[3].
- "The Better Mousetrap", in The Magazine of Fantasy and Science Fiction dicembre 1950.
- "No Forwarding Address", composto appositamente per Tales from Gavagan's Bar.
- "The Untimely Toper", in The Magazine of Fantasy and Science Fiction luglio 1953.
- "The Eve of St. John", composto appositamente per Tales from Gavagan's Bar.
- "The Love Nest", composto appositamente per Tales from Gavagan's Bar.
- "The Stone of the Sages", composto appositamente per Tales from Gavagan's Bar.
- "Corpus Delectable", composto appositamente per Tales from Gavagan's Bar.
- "The Palimpsest of St. Augustine", composto appositamente per Tales from Gavagan's Bar.
- "«Where to, Please?»", in Weird Tales settembre 1952.
- "Quando ulula il vento della notte" ("When the Night Wind Howls" poi "Methought I Heard a Voice"), in Weird Tales novembre 1951. Trad. Roberta Rambelli nell'antologia Ancora Weird Tales. Il secondo periodo 1939-1954, Enciclopedia della Fantascienza 11, Fanucci Editore, 1984.
- "One Man's Meat", in The Magazine of Fantasy and Science Fiction settembre 1953.
- "My Brother's Keeper", composto appositamente per Tales from Gavagan's Bar.
- "A Dime Brings You Success", composto appositamente per Tales from Gavagan's Bar.
- "Ward of the Argonaut" poi "Oh, Say! Can You See", in Fantastic Universe gennaio 1959.
- "The Rape of the Lock", in The Magazine of Fantasy and Science Fiction febbraio 1952.
- "Bell, Book and Candle", in Fantastic Universe ottobre 1959.
- "All That Glitters", composto appositamente per Tales from Gavagan's Bar.
- "Gin Comes in Bottles", composto appositamente per Tales from Gavagan's Bar.
- "There'd Be Thousands in It", composto in data ignota e prima edizione in Tales from Gavagan's Bar, Owlswick Press, 1978.
- "The Black Ball", in The Magazine of Fantasy and Science Fiction ottobre 1952.
- "The Green Thumb", composto appositamente per Tales from Gavagan's Bar.
- "Caveat Emptor", in Weird Tales marzo 1953.
- "The Weissenbroch Spectacle", in The Magazine of Fantasy and Science Fiction novembre 1954.
- "By and About", composto appositamente per Tales from Gavagan's Bar, Owlswick Press, 1978.

#### Contributi di altri autori
Dopo la morte di de Camp lo scrittore Michael F. Flynn ha composto un racconto cross-over fra la saga del Bar di Gavagan e quella di W. Wilson Newbury, comparso in un'antologia di "tributi" all'opera di de Camp:
- "The Ensorcelled ATM", nell'antologia The Enchanter Completed: A Tribute Anthology for L. Sprague de Camp, a cura di Harry Turtledove, Baen Books, 2005.

### Pusad
La serie ebbe origine da un romanzo autonomo cui de Camp affiancò poi tre racconti complementari, uno dei quali divenne successivamente il primo episodio su cinque di una sotto-serie autonoma: 

#### Saga di Vakar di Lorsk
- L'anello del tritone (The Tritonian Ring), in Two Complete Science-Adventure Books inverno 1951. Trad. Riccardo Valla, Fantacollana 2, Editrice Nord, 1973.

#### Saga di Gezun di Lorsk
Si svolge esplicitamente varie generazioni dopo il romanzo.
1. "The Owl and the Ape", in Imagination di novembre 1951.
2. "The Hungry Hercynian", in Universe Science Fiction di dicembre 1953.
3. "Ka il terribile" ("Ka the Appalling"), in Fantastic Universe di agosto 1958. Trad. Roberta Rambelli nell'antologia Fantasy, a cura di Sandro Pergameno, Grandi Opere Nord 11, Editrice Nord, 1985.
4. "Il toro e il tappeto" ("The Rug and the Bull"), nell'antologia Flashing Swords! 2, a cura di Lin Carter, Doubleday, 1973. Trad. Roberta Rambelli in Heroic Fantasy. Il meglio della fantasia eroica moderna, Enciclopedia della Fantascienza 4, Fanucci Editore, 1979.
5. "The Stone of the Witch-Queen", in Weirdbook 12, anno 1977.

#### Racconti autoconclusivi
Il primo racconto è grossomodo contemporaneo alla saga di Gezun di Lorsk, il secondo è l'ultimo nella cronologica interna.
- "L'occhio di Tandyla" ("The Eye of Tandyla"), in Fantastic Adventures maggio 1951. Trad. Sem Schlumper in Tempo senza tempo, I Libri Pocket 524, Longanesi & C., 1975.
- "The Stronger Spell", in Fantastic novembre 1953.

Il romanzo e i tre racconti composti per primi (quindi i due autoconclusivi e la prima avventura di Gezun di Lorsk) furono riuniti da de Camp stesso nell'antologia The Tritonian Ring and Other Pusadian Tales (Twayne Publishers, 1953), i rimanenti quattro racconti di Gezun sono rimasti sparsi in varie raccolte.

### Conan il barbaro
De Camp fu il primo curatore editoriale ad allestire un'edizione in volume del ciclo di Conan il cimmero, composto da Robert E. Howard e apparso sulla rivista Weird Tales negli anni Trenta. De Camp tuttavia non antologizzò i testi originali di Howard, bensì revisionò e alterò numerosi racconti per organizzare la serie attorno a una trama orizzontale marcata, quando in realtà l'autore l'aveva deliberatamente composta in ordine anacronico; egli inoltre compose di proprio pugno numerosi materiali aggiuntivi, così da colmare le ellissi temporali della sua cronologia ipotetica. In totale, questa versione rimaneggiata del ciclo di Conan è stata prodotta nell'arco di tre fasi. 

#### Eptalogia Gnome Press
La prima ristampa in assoluto della saga di Conan apparve negli anni Cinquanta e consistette di cinque volumi principali contenenti tutti i diciannove testi brevi e l'unico romanzo composti da Howard (con l'eccezione del racconto "La valle delle donne perdute", il cui testo inedito sarebbe stato ritrovato solo nel 1967) e due volumi ulteriori comprendenti rispettivamente un romanzo originale, composto dallo scrittore svedese Björn Nyberg, e quattro testi realistici di Howard riscritti da de Camp stesso con un procedimento di pastiche, così da tramutarli in avventure aggiuntive di Conan. 
1. The Coming of Conan, 1953. Comprende un saggio, tre racconti di Kull di Valusia (personaggio le cui vicende precedono cronologicamente quelle di Conan[4]) e cinque racconti di Conan.
2. Conan the Barbarian, 1954. Comprende cinque racconti.
3. The Sword of Conan, 1952. Comprende due racconti e due romanzi brevi.
4. King Conan, 1953. Comprende tre racconti e due romanzi brevi (di cui Il Tesoro di Tranicos fu così pesantemente revisionato da de Camp da costituire, di fatto, un pastiche).
5. Conan the Conqueror (titolo originale di Howard The Hour of the Dragon), 1950. Romanzo "canonico" composto da Howard.
6. The Return of Conan, 1957. Romanzo "apocrifo" composto da Björn Nyberg e revisionato da de Camp.
7. Tales of Conan, 1955. Raccolta dei due romanzi brevi e due racconti pastiche.

Questa prima edizione non è mai stata tradotta in italiano, tuttavia la struttura generale dei primi cinque volumi (testi originali di Howard revisionati da de Camp e disposti secondo la cronologia di de Camp) è stata riproposta nella raccolta in due tomi Tutti i cicli fantastici di Robert E. Howard Tomi I e II – Il ciclo di Conan, a cura di Gianni Pilo, Grandi Tascabili Economici 321 e 322, Newton Compton Editori, 1995: tale edizione italiana si differenzia dalla raccolta Gnome Press per l'inclusione dei racconti "La valle delle donne perdute" e "Il Palazzo dei Morti" (un pastiche di de Camp contenente anche del testo howardiano autentico).

#### Dodecalogia Lancer Books / Ace Books
Alla metà degli anni Sessanta l'edizione Gnome Press venne riproposta da Lancer Books (che fallì in corso d'opera e venne rilevata da Ace Books) e de Camp approfittò di questa ristampa per espandere ulteriormente la serie di concerto con il suo collaboratore Lin Carter. Il risultato del progetto furono dodici volumi comprendenti il romanzo e i diciannove testi brevi originali di Howard, dodici testi brevi pastiche ricavati da de Camp e Carter da materiale howardiano, e sei racconti e quattro romanzi completamente "apocrifi". L'intera serie è stata tradotta in italiano da Editrice Nord entro le collane Arcano e Fantacollana e successivamente ristampata in Grandi Opere Nord 15 e 16 (due omnibus cartonati da sei volumi ciascuno) e poi ancora in Tascabili Super Omnibus 5, 6, 7 e 8 (quattro omnibus in brossura da tre volumi ciascuno).
1. Conan! (Conan), 1967. Trad. Giusi Riverso, Fantacollana 13, Editrice Nord, 1976. Raccolta di tre racconti di Howard, due racconti pastiche di de Camp e/o Carter e due racconti apocrifi.
2. Conan di Cimmeria (Conan of Cimmeria), 1969. Trad. Luigi Staffilano, Fantacollana 24, Editrice Nord, 1978. Raccolta di due racconti di Howard, tre racconti pastiche di de Camp e/o Carter e tre racconti apocrifi.
3. Conan il Pirata (Conan the Freebooter), 1968. Trad. Roberta Rambelli, Fantacollana 26, Editrice Nord, 1979. Raccolta di tre racconti di Howard e due racconti pastiche di de Camp.
4. Conan lo zingaro (Conan the Wanderer), 1968. Trad. Roberta Rambelli, Fantacollana 31, Editrice Nord, 1980. Raccolta di due racconti di Howard, un racconto pastiche di de Camp e un racconto apocrifo di de Camp e Carter.
5. Conan l'Avventuriero (Conan the Adventurer), 1966. Trad. Luigi Staffilano, Fantacollana 5, Editrice Nord, 1974. Raccolta di un romanzo breve e due racconti di Howard e un racconto pastiche di de Camp.
6. Conan il bucaniere (Conan the Buccaneer), 1971. Trad. di Giampaolo Cossato e Sandro Sandrelli, Fantacollana 41, Editrice Nord, 1982. Romanzo "apocrifo" composto da de Camp e Carter.
7. Conan il Guerriero (Conan the Warrior), 1967. Trad. Roberta Rambelli, Fantacollana 36, Editrice Nord, 1981. Raccolta di due romanzi brevi e un racconto di Howard (in questo caso de Camp figura solo come curatore).
8. Conan l'usurpatore (Conan the Usurper), 1967. Trad. Giusi Riverso, Fantacollana 19, Editrice Nord, 1977. Raccolta di due racconti di Howard e due pastiche (un racconto e un romanzo breve) di de Camp.
9. Conan il conquistatore (Conan the Conqueror già The Hour of the Dragon), 1967. Trad. Riccardo Valla e Gaetano Luigi Staffilano, Arcano 5, Editrice Nord, 1972. Romanzo "canonico" composto da Howard.
10. Conan il vendicatore (Conan the Avenger; già The Return of Conan), 1968. Trad. Giampaolo Cossato e Sandro Sandrelli nell'omnibus L'era Hyboriana di Conan il Cimmero, Fantacollana 40, Editrice Nord, 1981. Romanzo "apocrifo" composto da Björn Nyberg e revisionato da de Camp.
11. Conan di Aquilonia (Conan of Aquilonia), 1977. Trad. Giampaolo Cossato e Sandro Sandrelli nell'omnibus L'era Hyboriana di Conan il Cimmero, Fantacollana 40, Editrice Nord, 1981. Romanzo fix-up di quattro racconti "apocrifi" composti da de Camp e Carter.
12. Conan delle Isole (Conan of the Isles), 1968. Trad. Giampaolo Cossato e Sandro Sandrelli nell'omnibus L'era Hyboriana di Conan il Cimmero, Fantacollana 40, Editrice Nord, 1981. Romanzo "apocrifo" composto da de Camp e Carter.

#### Apocrifi Bantam Books
Subito dopo aver terminato la dodecalogia per Ace Books, de Camp curò per Bantam Books sette ulteriori volumi di apocrifi (una raccolta di racconti e sei romanzi), quattro dei quali composti da lui stesso: i primi sei testi si inseriscono come midquel nella dodecalogia principale, il settimo adatta in prosa il film Conan il Barbaro, il cui intreccio costituisce una libera reinterpretazione degli eventi narrati in Conan!. Arnoldo Mondadori Editore ha tradotto in italiano cinque romanzi entro la collana Oscar Fantascienza e il sesto nel periodico per edicola Urania Fantasy; l'adattamento del film è invece inedito. 
1. Conan il barbaro (Conan the Swordman), 1978. Trad. Giuseppe Lippi, Oscar Fantascienza 28 [1262], Arnoldo Mondadori Editore, 1980. Antologia di sette racconti composti da L. Sprague de Camp, Björn Nyberg e Lin Carter.
2. Conan il liberatore (Conan the Liberator), 1979. Trad. Giuseppe Lippi, Oscar Fantascienza 29 [1326], Arnoldo Mondadori Editore, 1981. Romanzo composto da L. Sprague de Camp e Lin Carter.
3. Conan e la spada di Skelos (Conan: The Sword of Skelos), 1979. Trad. Stefano Di Marino, Urania Fantasy 45, Arnoldo Mondadori Editore, febbraio 1992. Romanzo composto da Andrew J. Offutt.[5]
4. Conan e la strada dei re (Conan: The Road of Kings), 1979. Trad. Giuseppe Lippi, Oscar Fantascienza 38 [1630], Arnoldo Mondadori Editore, 1983. Romanzo composto da Karl Edward Wagner.
5. Conan e il Dio-ragno (Conan and the Spider God), 1980. Trad. Giuseppe Lippi, Oscar Fantascienza 50 [1837], Arnoldo Mondadori Editore, 1985. Romanzo composto da L. Sprague de Camp.
6. Conan il ribelle (Conan the Rebel), 1980. Trad. Giuseppe Lippi, Oscar Fantascienza 43 [1742], Arnoldo Mondadori Editore, 1984. Romanzo composto da Poul Anderson.
7. Conan the Barbarian, 1982. Novellizzazione di L. Sprague de Camp e Lin Carter del film Conan il Barbaro (1982) sceneggiato da Oliver Stone e John Milius.

### Novaria
La saga consiste di sei romanzi e un racconto, organizzati in base alla cronologia interna in tre sotto-serie.

#### Prequel autoconclusivi
- "Il ventaglio dell'imperatore" ("The Emperor's Fan"), nell'antologia Astounding: The John W. Campbell Memorial Anthology, a cura di Harry Harrison, Random House, 1973. Trad. Lella Moruzzi ne [I labirinti dello spazio], Nova SF* a. XVIII (XXXVI) n. 53 (95), Perseo Libri, marzo 2002.
- Demone mancato (The Fallible Fiend), serializzato in due puntate in Fantastic dicembre 1972 e gennaio 1973; revisionato ed espanso per l'edizione in volume Signet Books, 1973. Trad. Luigi Staffilano, Urania Fantasy 1ª serie n. 26, Arnoldo Mondadori Editore, luglio 1990.

#### Trilogia del Re Riluttante
1. La torre di Goblin (The Goblin Tower), Pyramid Books, 1968. Trad. Riccardo Valla e Gaetano Luigi Staffilano, Arcano 1, Editrice Nord, 1971.
2. Jorian di Jiraz (The Clocks of Iraz), Pyramid Books, 1971. Trad. Gabriele Tamburini, Fantacollana 6, Editrice Nord, 1974.
3. Il re non decapitato (The Unbeheaded King), Del Rey Books, 1983. Trad. Annarita Guarnieri, Fantacollana 56, Editrice Nord, 1984.

I tre romanzi sono stati riuniti per la prima volta nell'omnibus The Reluctant King, Doubleday, 1983, edito in italiano come Jorian re di Iraz, Tascabili Omnibus 11, Editrice Nord, 1994.

#### Dilogia di Kerin
1. The Honorable Barbarian, Del Rey Books, 1989.
2. The Sedulous Sprite, composto negli anni Novanta, inedito.

Il romanziere e critico Darrell Schweitzer ha dichiarato che de Camp riuscì a completare The Sedulous Sprite poco prima di morire, ma i suoi eredi considerarono il romanzo di qualità troppo bassa per poter essere pubblicato.

### Ciclo di Cthulhu
De Camp ha contribuito alla composizione a più mani di una possibile versione del Necronomicon, l'immaginario grimorio inventato da H. P. Lovecraft nei suoi racconti dell'orrore afferenti al Ciclo di Cthulhu. Il testo realizzato da de Camp e dai suoi collaboratori è intitolato Al Azif (che nella finzione narrativa è l'originario titolo arabo del Necronomicon) e comprende una finta nota editoriale di de Camp stesso, il quale spiega che il volume duplica fedelmente un manoscritto iracheno vergato nell'alfabeto locale del villaggio di Duria (in realtà una lingua artificiale creata dal collettivo di autori).
- Al Azif, Owlswick Press, 1973. Collaborazione con Bob Dills, Frank Halpern, J. B. Post e George H. Scithers firmata con lo pseudonimo collettivo di Abdul Alhazred.

### W. Wilson Newbury
Ciclo di quindici racconti riuniti dall'autore nell'antologia The Purple Pterodactyls, Phantasia Press, 1980. 
1. "Una notte a Providence" ("Balsamo's Mirror"), in The Magazine of Fantasy and Science Fiction giugno 1976. Trad. Antonella Pieretti in Millemondinverno 1990: 19 racconti, Urania Millemondi 1ª serie n. 38, Arnoldo Mondadori Editore, novembre 1990.
2. "La lampada di Atlantide" ("The Lamp from Atlantis"), in The Magazine of Fantasy and Science Fiction marzo 1975. Trad. Claudia Verpelli nell'antologia Nelle mani degli dei entro il volume doppio Fantasy Inverno 1992. La figlia della strega e 12 racconti di fantasy, Speciali Fantasy 2, Arnoldo Mondadori Editore, novembre 1992.
3. "Algy", in Fantastic agosto 1976.
4. "Il menhir" ("The Menhir"), in The Magazine of Fantasy and Science Fiction maggio 1977. Trad. Flavia Melchionna in Millemondi Primavera 1997: Il regno del crepuscolo, Urania Millemondi 2ª serie n. 10, Arnoldo Mondadori Editore, marzo 1997.
5. "Darius", in Escape! 1, autunno 1977.
6. "United Imp", in The Magazine of Fantasy and Science Fiction dicembre 1977.
7. "Tiki" ("Tiki"), in The Magazine of Fantasy and Science Fiction febbraio 1977. Trad. Lydia Di Marco in Millemondiestate 1991: 2 romanzi brevi e 16 racconti, Urania Millemondi 1ª serie n. 39, Arnoldo Mondadori Editore, maggio 1991.
8. "Far Babylon", in Fantasy Crossroads 8, maggio 1976.
9. "The Yellow Man", in The Magazine of Fantasy and Science Fiction dicembre 1978.
10. "Serpenti per posta" ("A Sending of Serpents"), in The Magazine of Fantasy and Science Fiction dicembre 1979. Trad. Laura Serra, serializzato in due puntate in appendice a Urania 831 e 832, Arnoldo Mondadori Editore, 13 aprile e 20 aprile 1980.
11. "The Huns", in The Magazine of Fantasy and Science Fiction maggio 1978.
12. "Pterodattili viola" ("The Purple Pterodactyls"), in The Magazine of Fantasy and Science Fiction agosto 1976. Trad. Gaetano Staffilano in Millemondinverno 1988: 3 Romanzi brevi e 12 Racconti, Urania Millemondi 1ª serie n. 34, Arnoldo Mondadori Editore, novembre 1988.
13. "Dead Man's Chest", in The Magazine of Fantasy and Science Fiction settembre 1977.
14. "The Figurine", in Fantastic febbraio 1977.
15. "Priapus", in Fantastic dicembre 1977.

#### Contributi di altri autori
Dopo la morte di de Camp lo scrittore Michael F. Flynn ha composto un racconto cross-over fra la saga di W. Wilson Newbury e quella del Bar di Gavagan, comparso in un'antologia di "tributi" all'opera di de Camp:
- "The Ensorcelled ATM", nell'antologia The Enchanter Completed: A Tribute Anthology for L. Sprague de Camp, a cura di Harry Turtledove, Baen Books, 2005.

### Marko Prokopiu
Due romanzi brevi combinati dall'autore nel romanzo fix-up The Great Fetish, Doubleday, 1978. 
1. Miscredente in mongolfiera (Heretic in a Balloon), in Isaac Asimov's Science Fiction Magazine inverno 1977. Trad. Lea Grevi, La Rivista di Isaac Asimov 4, Arnoldo Mondadori Editore, inverno 1978.
2. Le streghe di Manhattan (The Witches of Manhattan), in Isaac Asimov's Science Fiction Magazine gennaio-febbraio 1978. Trad. Lea Grevi, La Rivista di Isaac Asimov 5, Arnoldo Mondadori Editore, marzo 1979.

### Neo Napoli
Dilogia composta con Catherine Crook de Camp.
1. The Incorporated Knight, Phantasia Press, 1987.
2. La dama bizzarra (The Pixilated Peeress), Del Rey Books, 1991. Trad. Maurizio Carità nel volume doppio Fantasy Estate 1993. Dame e sortilegi, Speciali Fantasy 3, Arnoldo Mondadori Editore, maggio 1993.

Quattro capitoli del romanzo The Incorporated Knight erano stati precedentemente pubblicati come racconti autonomi:
- "Due yarde di drago" ("Two Yards of Dragon"), nell'antologia Flashing Swords! 3: Warriors and Wizards, a cura di Lin Carter, Dell Publishing, 1976. Trad. Roberta Rambelli in Maghi e guerrieri. Altre storie di fantasia eroica, Enciclopedia della Fantascienza 6, Fanucci Editore, 1981.
- "The Coronet", in The Magazine of Fantasy and Science Fiction novembre 1976.
- "L'unicorno di Eudoric" ("Eudoric's Unicorn"), nell'antologia Segreti e misteri (The Year's Best Fantasy Stories: 3), a cura di Lin Carter, DAW Collectors 267, DAW Books, 1977. Trad. Marzia Jori entro il volume doppio Fantasy Estate 1994. La legione degli eroi, Speciali Fantasy 5, Arnoldo Mondadori Editore, maggio 1994.
- "Spider Love", in The Magazine of Fantasy and Science Fiction novembre 1977.

### Reginald Rivers
De Camp creò il personaggio in un racconto autoconclusivo del 1956 e nei primi anni Novanta lo ripropose in nove nuovi episodi, riuniti quasi tutti nel volume tematico Rivers of Time, Baen Books, 1993.
1. "Caccia al dinosauro" ("A Gun for Dinosaur"), in Galaxy Science Fiction marzo 1956. Trad. ignoto, Galaxy a. II n. 8, Casa Editrice La Tribuna, 1959.
2. "The Cayuse", in Escape! 1, anno 1993.
3. "Alla ricerca del saladrillo" ("Crocamander Quest"), nell'antologia The Ultimate Dinosaur, a cura di Byron Preiss e Robert Silverberg, Bantam Spectra, 1992. Trad. Piero Anselmi nell'antologia Dinosauri, Le Edizioni del Giallo, Arnoldo Mondadori Editore, 1992.
4. "Miocene Romance", composto appositamente per Rivers of Time, Baen Books, 1993.
5. "The Synthetic Barbarian", in Isaac Asimov's Science Fiction Magazine settembre 1992.
6. "L'illusione satanica" ("The Satanic Illusion"), in Isaac Asimov's Science Fiction Magazine novembre 1992. Trad. Debora Bergamini, Isaac Asimov Science Fiction Magazine 6, Telemaco, settembre 1993.
7. "Il grande splash" ("The Big Splash"), in Isaac Asimov's Science Fiction Magazine giugno 1992. Trad. Mirko Tavosanis, Isaac Asimov Science Fiction Magazine 6, Telemaco, settembre 1993.
8. "The Mislaid Mastodon", in Analog Science Fiction and Fact maggio 1993.
9. "The Honeymoon Dragon", composto appositamente per Rivers of Time, Baen Books, 1993.

Il decimo racconto rimase escluso dalla raccolta:
- "Pliocene Romance", in Analog Science Fiction and Fact gennaio 1993.

#### Contributi di altri autori
Dopo la morte di de Camp lo scrittore Chris Bunch ha composto un racconto "apocrifo" della saga di Reginald Rivers, comparso in un'antologia di "tributi" all'opera di de Camp:
- "Gun, Not for Dinosaur", nell'antologia The Enchanter Completed: A Tribute Anthology for L. Sprague de Camp, a cura di Harry Turtledove, Baen Books, 2005.

### Romanzi autoconclusivi
Sono elencati sia i romanzi veri e propri (novel) sia i romanzi brevi (novella).
- Dividere per governare (Divide and Rule), serializzato in due puntate in Unknown aprile e maggio 1939; prima edizione in volume nel tomo doppio Divide and Rule, Fantasy Press, 1948. Trad. Iva Guglielmi e Gianni Pilo in Cavalieri cosmici, a cura di Isaac Asimov, Martin H. Greenberg e Charles G. Waugh, I magici mondi di Asimov 3, Fanucci Editore, 1988.
- None But Lucifer, in Unknown settembre 1939; prima edizione in volume Gateways Books & Tapes, 2002. Collaborazione con Horace Leonard Gold.
- L'abisso del passato (Lest Darkness Fall), Unknown dicembre 1939; prima edizione in volume Henry Holt, 1941. Trad. Gianni Atom, I Romanzi del Cosmo 42, Ponzoni Editore, 30 dicembre 1959.
- The Wheels of If, in Unknown di ottobre 1940; prima edizione in volume nella raccolta The Wheels of If, and Other Science Fiction, Shasta, 1949.
- Gorilla Sapiens (Genus Homo), in Super Science Novels Magazine marzo 1941; prima edizione in volume Fantasy Press, 1948. Trad. Patrizio Dalloro, I Romanzi di Urania 13, Arnoldo Mondadori Editore, 10 aprile 1953. Collaborazione con P. Schuyler Miller.
- The Stolen Dormouse, serializzato in due puntate in Astounding Science Fiction aprile e maggio 1941; prima edizione in volume nel tomo doppio Divide and Rule, Fantasy Press, 1948.
- La terra dell'impossibile (Land Of Unreason), in Unknown Worlds ottobre 1941; prima edizione in volume Henry Holt, 1942. Trad. Michela Maiocco, SAGA 17, MEB, 1977. Collaborazione con Fletcher Pratt.
- La principessa indesiderata (The Undesired Princess), in Unknown Worlds febbraio 1942; prima edizione in volume Fantasy Publishing Company, Inc., 1951. Trad. Maria Matossi L'Orsa, SAGA 18, MEB, 1978.
- La gemma di Salomone (Solomon's Stone), in Unknown Worlds giugno 1942; prima edizione in volume Avalon Books, 1957. Trad. Gianni Samaja, I Romanzi del Cosmo 78, Ponzoni Editore, 30 giugno 1961.
- Le dimensioni del sogno (The Carnelian Cube: A Humorous Fantasy), Gnome Press, 1948. Trad. Roberta Rambelli. Galassia 146, Casa Editrice La Tribuna, 15 luglio 1971. Collaborazione con Fletcher Pratt.
- La macchina del tempo (The Glory That Was), in Startling Stories aprile 1952; prima edizione in volume Avalon Books, 1960. Trad. Niktò, Gli Esploratori dello Spazio. Fantascienza 10, Editrice Romana Periodici, 1 dicembre 1962.
- An Elephant for Aristotle, Doubleday, 1958.
- The Bronze God of Rhodes, Doubleday, 1960.
- The Dragon of the Ishtar Gate, Doubleday, 1961.
- The Arrows of Hercules, Doubleday, 1965.
- The Golden Wind, Doubleday, 1969.

### Raccolte di racconti
- Divide and Rule, Fantasy Press, 1948. Volume doppio contenente i romanzi brevi Dividere per governare (Divide and Rule) e The Stolen Dormouse.
- The Wheels of If, and Other Science Fiction, Shasta, 1949. Comprende una prefazione dell'autore, il romanzo breve eponimo The Wheels of If, e sei racconti.
- The Undesired Princess, Fantasy Publishing Company, Inc., 1951. Edizione del romanzo La principessa indesiderata comprendente un racconto in appendice.
- Sprague de Camp's New Anthology, Hamilton & Co., 1953. Comprende un'introduzione di Herbert J. Campbell e sei racconti, uno dei quali afferente al ciclo dei Viagens Interplanetarias.
- A Gun for Dinosaur and Other Imaginative Tales, Science Fiction Book Club, Doubleday, 1963. Comprende quattordici racconti, uno dei quali afferente al ciclo di Reginald Rivers.
- The Reluctant Shaman and Other Fantastic Tales, Pyramid Books, 1970. Comprende sette racconti, uno dei quali afferente al ciclo di Gezun di Lorsk entro l'universo di Pusad.
- Scribblings, Boskone 9, NESFA Press, 1972. Comprende una prefazione di de Camp stesso, tutti i quattro racconti della Probabilità Zero, nove poesie e sette saggi.
- The Virgin & The Wheels, Popular Library, 1976. Volume doppio comprendente i due romanzi brevi The Virgin of Zesh (afferente al ciclo dei Viagens Interplanetarias) e The Wheels of If.
- The Queen of Zamba, Dale Books, 1977. Volume doppio dedicato al ciclo dei Viagens Interplanetarias comprendente una prefazione di de Camp stesso, il romanzo Il pianeta dei folli e il romanzo breve Moto perpetuo. 2137 d. C..
- The Best of L. Sprague de Camp, Science Fiction Book Club, Doubleday, 1978. Comprende una prefazione di Poul Anderson, una postfazione di de Camp stesso, tre poesie e quindici racconti, dei quali uno afferente al ciclo di Johnny Black, uno a quello dei Viagens Interplanetarias, uno a quello di Reginald Rivers, uno all'universo di Novaria e uno a quello di Neo-Napoli.
- Aristotle and the Gun and Other Stories, Five Star First Edition Science Fiction and Fantasy, Five Star, 2002. Comprende una prefazione di Harry Turtledove e sette racconti, di cui tre afferenti al ciclo di Reginald Rivers e uno a quello di Neo-Napoli.
- Years in the Making: The Time-Travel Stories of L. Sprague de Camp, NESFA Press, 2005. Comprende una prefazione di Harry Turtledove, il romanzo L'abisso del passato, il romanzo breve The Wheels of If, cinque racconti (di cui uno afferente al ciclo di W. Wilson Newbury e uno a quello di Reginald Rivers), sei poesie e un saggio.

### Poesia lirica
- Demons and Dinosaurs, Arkham House, 1970. Comprende un'introduzione di Lin Carter e quarantatré poesie.
- Phantoms & Fancies, The Voyager Series V-114, Mirage Press, 1972. Comprende una prefazione dell'autore e ottantun poemi divisi in due sezioni tematiche.
- Scribblings, Boskone 9, NESFA Press, 1972. Comprende una prefazione dell'autore, tutti i quattro racconti della Probabilità Zero, nove poesie e sette saggi.
- Footprints on Sand, Advent: Publishers, 1981. Collaborazione con Catherine Crook de Camp.
- Heroes and Hobgoblins, Donald M. Grant, 1981.

### Saggistica
- Le terre leggendarie (Lands Beyond), Rinehart, 1952. Trad. Francesco Saba Sardi, Bompiani, 1962. Collaborazione con Willy Ley.
- Il mito di Atlantide e dei continenti scomparsi (Lost Continents: The Atlantis Theme in History, Science, and Literature), Gnome Press, 1954. Trad. Roberta Rambelli, Futuro Saggi VI, Fanucci Editore, 1980.
- Scribblings, Boskone 9, NESFA Press, 1972. Comprende una prefazione dell'autore, tutti i quattro racconti della Probabilità Zero, nove poesie e sette saggi.

## Premi
Nel corso della sua carriera, de Camp è stato insignito di numerosi premi, tra i quali alcuni dei più prestigiosi come il Premio Nebula, per il miglior romanzo di fantascienza dell'anno, il Premio Hugo e il Premio Gandalf.
- 1953 - International Fantasy Award
- 1965 - Invisible Little Man
- 1966 - World Science Fiction Convention
- 1969 - Eastern Science Fiction Association
- 1972 - Boskone IX
- 1976 - Premio Gandalf
- 1977 - Forrie Award
- 1978 - Premio Nebula
- 1983 - Circle of Janus Science Fiction Club
- 1985 - Tally Con 4
- 1989 - Philadelphia Science Fiction Society
- 1989 - Science Fiction Hall of Fame
- 1991 - Dragon Con
- 1993 - Premio Raymond Z. Gallun
- 1995 - Premio Robert Bloch
- 1997 - Premio Hugo
- 1998 - Pilgrim Award